# Leandro Cuzzolino
Leandro Cuzzolino  (nacido el 21 de mayo de 1987 en Buenos Aires, Argentina) es un jugador de futsal de la LNFS, campeón del mundo con la selección Argentina.

## Trayectoria
| Club                   | País   | Año       |
| ---------------------- | ------ | --------- |
| TFL Arzignano          | Italia | 2006-2009 |
| Montesilvano           | Italia | 2009-2013 |
| Acqua & Sapone Calcio  | Italia | 2013-2015 |
| Ponzio Pescara         | Italia | 2015-2016 |
| Acqua & Sapone Calcio  | Italia | 2016-2017 |
| Ponzio Pescara         | Italia | 2017-2019 |
| Levante UD FS          | España | 2019-2020 |
| Calcio a 5 Italservice | Italia | 2020-     |

## Palmarés

### Campeonatos internacionales
| Título                      | Selección | Sede     | Año  |
| --------------------------- | --------- | -------- | ---- |
| Copa del Mundo              | Argentina | Colombia | 2016 |
| Eliminatorias Sudamericanas | Argentina | Brasil   | 2020 |
| Copa América de Futsal      | Argentina | Paraguay | 2022 |